# Niagara (fiume)
Il Niagara (pronuncia italiana: /niˈaɡara/ Niàgara o /ni.aˈɡara/ Niagàra, pronuncia inglese: /naɪˈæɡ(ə)ɹə/) è un fiume dell'America settentrionale.

## Geografia
Il fiume unisce il lago Erie con il lago Ontario. È parte del confine naturale tra Canada (provincia dell'Ontario) e Stati Uniti d'America (Stato di New York). Sul corso del fiume si trovano le famose cascate del Niagara.
Il fiume è lungo 56 km ed è navigabile a monte e a valle delle cascate. Le navi possono evitare le cascate utilizzando il canale di Welland, anch'esso collegante i laghi Erie ed Ontario, situato in Canada. Le acque del fiume sono utilizzate per la produzione di energia idroelettrica. Il Niagara si immette nel lago Ontario nei pressi della cittadina canadese di Niagara-on-the-Lake.